# جرم اتمی استاندارد

مس در منابع زمینی. دو ایزوتوپ دارد: مس-۶۳ (۶۲٫۹) و مس-۶۵ (۶۴٫۹)، در وفور ۶۹٪ + ۳۱٪ وزن اتمی استاندارد (A_{r, standard}) برای مس متوسط است، وزن آن به وفور طبیعی است و سپس بر اساس ثابت جرم اتمی m _{u تقسیم می‌شود}.

جرم اتمی استاندارد (A R، استاندارد) یک عنصر شیمیایی میانگین وزنی از جرم اتمی نسبی (A R) از همه ایزوتوپ‌های آن عنصر در فراوانی هر ایزوتوپ در زمین است. وزن استاندارد اتمی هر عنصر شیمیایی توسط کمیسیون فراوانی ایزوتوپی و وزن اتمی (CIAAW) اتحادیه بین‌المللی شیمی محض و کاربردی (IUPAC) بر اساس منابع طبیعی، پایدار و زمینی عنصر تعیین و منتشر می‌شود. این رایج‌ترین و عملی‌ترین وزن اتمی است که دانشمندان از آن استفاده می‌کنند.
به عنوان مثال، ایزوتوپ 63 مس (A r = ۶۲٫۹۲۹) ۶۹٪ مس در زمین را تشکیل می‌دهد، بقیه 65 مس (A r = ۶۴٫۹۲۷)، سپس
{\displaystyle A_{\text{r, standard}}(_{\text{29}}{\text{Cu}})=(0.69)\times 62.929+(0.31)\times 64.927=63.55}